# Myross Bush
Myross Bush  est une localité rurale située das la région du Southland dans l’Île du Sudde la Nouvelle-Zélande.

## Situation
Elle est localisée à la limite de la cité d’Invercargill.
D’autres établissements alentour comportent Makarewa vers le nord-ouest, Rakahouka et Roslyn Bush vers le nord-est, et  Kennington vers le sud-est.

## Population
Le recensement de 2001 en Nouvelle-Zélande  trouva que la ville de Myross Bush avait une population 465 habitants, formée de 234 femmes et 231 hommes.
Ceci représente une augmentation de  3,3 %  ou 15 personnes depuis celui de  1996 .
La communauté a un revenu médian de 21,700 $, qui est supérieur de 5 500 NZ$ à la moyenne des revenus au niveau régional et de 3 200 NZ$ au niveau national en moyenne 

## Éducation
Une école primaire, petite mais bien établie est localisée dans Myross Bush. Sa localisation dans un siège rural mais près d’une zone urbaine est considérée comme avantageux pour les élèves dans un rapport en 2006 .